# Tỷ lệ neutron - proton

Thời gian bán rã của các đồng vị. Lưu ý rằng đồ thị cho các đồng vị ổn định phân kỳ từ đường khi số nguyên tố Z trở nên lớn hơn

Tỷ lệ neutron-proton, tỷ lệ N/Z hoặc tỷ lệ hạt nhân, của một hạt nhân nguyên tử là tỷ lệ số lượng các neutron với số lượng các proton. Giữa các hạt nhân ổn định và hạt nhân tự nhiên, tỷ lệ này thường tăng khi số lượng nguyên tử tăng lên. Điều này là do lực đẩy điện giữa các proton giảm theo khoảng cách khác với lực hạt nhân tương tác mạnh ở các điểm tham chiếu. Đặc biệt là hầu hết các cặp proton trong các hạt nhân lớn cách nhau không đủ xa, do đó lực đẩy điện chiếm ưu thế so với lực hạt nhân mạnh, và do đó mật độ proton trong các hạt nhân ổn định lớn hơn phải thấp hơn trong các hạt nhân ổn định nhỏ hơn, nơi có nhiều cặp proton hơn đáng kể so với lực hút hạt nhân tầm ngắn.
Đối với mỗi nguyên tố có số nguyên tử Z đủ nhỏ để chỉ chiếm ba lớp vỏ hạt nhân đầu tiên, tối đa là calci (Z = 20), thì tồn tại một đồng vị bền với tỉ lệ N/Z là một, ngoại trừ beryli (N/Z = 1,25) và mọi nguyên tố có số nguyên tử lẻ từ 9 đến 19 bao gồm (N = Z + 1). Hydro-1 (tỷ lệ N/Z = 0) và heli-3 (tỷ lệ N/Z = 0,5) là những đồng vị bền duy nhất có tỷ lệ neutron-proton nhỏ hơn một. Uranium-238 có tỷ lệ N/Z cao nhất so với bất kỳ nuclide nguyên thủy nào là 1,587 , trong khi chì-208 có tỷ lệ N/Z cao nhất so với bất kỳ đồng vị ổn định nào đã biết là 1,537. Sự phân rã phóng xạ thường diễn ra để thay đổi tỷ lệ N/Z hướng đến tăng tính ổn định. Nếu tỷ lệ N/Z lớn hơn 1, phân rã alpha làm tăng tỷ lệ N/Z và do đó cung cấp một con đường chung hướng tới sự ổn định cho các phân rã liên quan đến các hạt nhân lớn có quá ít neutron. Sự phát xạ Positron và sự bắt giữ điện tử cũng làm tăng tỷ lệ, trong khi phân rã beta làm giảm tỷ lệ.
Chất thải hạt nhân tồn tại chủ yếu do nhiên liệu hạt nhân có tỷ lệ N/Z ổn định cao hơn các sản phẩm phân hạch của nó.

## Mô tả nửa thực nghiệm
Đối với hạt nhân ổn định, tỷ lệ neutron-proton sao cho năng lượng liên kết ở mức cực tiểu cục bộ hoặc gần bằng mức cực tiểu. Từ mô hình giọt chất lỏng, năng lượng liên kết này được tính gần đúng bằng công thức Bethe – Weizsäcker thực nghiệm.
{\displaystyle E_{B}=a_{V}A-a_{S}A^{2/3}-a_{C}{\frac {Z^{2}}{A^{1/3}}}-a_{A}{\frac {(A-2Z)^{2}}{A}}\pm \delta (A,Z).}
Cho một giá trị của {\displaystyle A} và bỏ qua sự đóng góp của ghép cặp spin nucleon (tức là bỏ qua thành phần {\displaystyle \pm \delta (A,Z)}), năng lượng liên kết là một biểu thức bậc hai trong {\displaystyle Z} đạt cực tiểu khi tỷ lệ neutron-proton là {\displaystyle N/Z\approx 1+{\frac {a_{C}}{2a_{A}}}A^{2/3}}.